# Världscupen i rodel 2009/2010
Världscupen i rodel 2009/2010 var en internationell tävlingsserie i rodel under säsongen 2009/2010. Säsongen började 17 november i Calgary, Kanada och slutade 31 januari i Cesana, Italien, Världscupen i rodel organiseras av FIL.

## Kalender
| Arena       | Datum               | Detaljer                    |
| ----------- | ------------------- | --------------------------- |
| Calgary     | 20-21 november 2009 |                             |
| Igls        | 28-29 november 2009 |                             |
| Altenberg   | 5-6 december 2009   |                             |
| Lillehammer | 12-13 december 2009 |                             |
| Königssee   | 2-3 januari 2010    |                             |
| Winterberg  | 9-10 januari 2010   |                             |
| Oberhof     | 16-17 januari 2010  |                             |
| Sigulda     | 23-24 januari 2010  | FIL-europamästerskapen 2010 |
| Cesana      | 30-31 januari 2010  |                             |

## Resultat

### Singel herrar
| Gren:       | Guld:                     | Tid                    | Silver:                   | Tid                    | Brons:                      | Tid                    |
| Calgary     | Armin Zöggeler Italien    | 1.30,068 45,046/45,022 | David Möller Tyskland     | 1.30,124 45,014/45,110 | Albert Demtjenko Ryssland   | 1.30,166 45,044/45,122 |
| Igls        | Armin Zöggeler Italien    | 1.37,988 48.775/49,213 | Wilfried Huber Italien    | 1.38,085 48.957/49,128 | Viktor Kneib Ryssland       | 1.38,091 49.179/48,912 |
| Altenberg   | Felix Loch Tyskland       | 1.48,911 54,515/54,396 | Armin Zöggeler Italien    | 1.48,969 54,495/54,474 | Albert Demtjenko Ryssland   | 1.49,049 54,572/54,477 |
| Lillehammer | Albert Demtjenko Ryssland | 1.40,356 50,191/50,165 | Armin Zöggeler Italien    | 1.40,406 50,183/50,223 | Felix Loch Tyskland         | 1.40,674 50,396/50,278 |
| Königssee   | Albert Demtjenko Ryssland | 1.34,176 47,127/47,049 | Armin Zöggeler Italien    | 1.34,549 47,350/47,199 | David Möller Tyskland       | 1.34,640 47,360/47,280 |
| Winterberg  | Armin Zöggeler Italien    | 1.47,601 53,890/53,711 | Albert Demtjenko Ryssland | 1.47,621 53,667/53,954 | David Möller Tyskland       | 1.47,652 54,008/53,644 |
| Oberhof     | Andi Langenhan Tyskland   | 1.31,383 45,777/45,606 | Johannes Ludwig Tyskland  | 1.31,466 45,825/45,641 | Jan-Armin Eichhorn Tyskland | 1.31,477 45,704/45,773 |
| Cesana      | Armin Zöggeler Italien    | 1.43,115 51,611/51,504 | Felix Loch Tyskland       | 1.43,434 51,786/51,648 | Johannes Ludwig Tyskland    | 1.43,493 51,758/51,735 |

### Dubbel
| Gren:       | Guld:                                      | Tid                    | Silver:                                           | Tid                    | Brons:                                            | Tid                    |
| Calgary     | Patric Leitner Alexander Resch Tyskland    | 1.27,855 44,095/43,760 | André Florschütz Torsten Wustlich Tyskland        | 1.27,886 43,926/43,960 | Christian Oberstolz Patrick Gruber Italien        | 1.28.059 44,046/44,013 |
| Igls        | Patric Leitner Alexander Resch Tyskland    | 1.18,631 39,278/39,353 | André Florschütz Torsten Wustlich Tyskland        | 1.18,732 39,380/39,352 | Andreas Linger Wolfgang Linger Österrike          | 1.18,737 39,344/39,393 |
| Altenberg   | André Florschütz Torsten Wustlich Tyskland | 1.24,460 42,240/42,220 | Peter Penz Georg Fischler Österrike               | 1.24,479 42,215/42,264 | Christian Oberstolz Patrick Gruber Italien        | 1.24,565 42,245/42,320 |
| Lillehammer | Andreas Linger Wolfgang Linger Österrike   | 1.36,829 48,409/48,420 | Christian Oberstolz Patrick Gruber Italien        | 1.36,917 48,470/48,447 | Gerhard Plankensteiner Oswald Haselrieder Italien | 1.37,053 48,474/48,579 |
| Königssee   | Tobias Wendl Tobias Arlt Tyskland          | 1.34,496 47,362/47,134 | André Florschütz Torsten Wustlich Tyskland        | 1.34,584 47,382/47,202 | Andreas Linger Wolfgang Linger Österrike          | 1.34,590 47,309/47,281 |
| Winterberg  | Christian Oberstolz Patrick Gruber Italien | 1.28,597 44,323/44,274 | Gerhard Plankensteiner Oswald Haselrieder Italien | 1.28,805 44,432/44,373 | Patric Leitner Alexander Resch Tyskland           | 1.28,990 44,447/44,543 |
| Oberhof     | André Florschütz Torsten Wustlich Tyskland | 1.25,567 42,717/42,850 | Tobias Wendl Tobias Arlt Tyskland                 | 1.25,633 42,781/42,852 | Patric Leitner Alexander Resch Tyskland           | 1.26,001 43,028/42,973 |
| Cesana      | Tobias Wendl Tobias Arlt Tyskland          | 1.32,982 46,407/46,575 | Christian Oberstolz Patrick Gruber Italien        | 1.32,991 46,293/46,698 | Patric Leitner Alexander Resch Tyskland           | 1.33,011 46,430/46,581 |

### Singel damer
| Gren:       | Guld:                         | Tid                    | Silver:                       | Tid                    | Brons:                        | Tid                    |
| Calgary     | Tatjana Hüfner Tyskland       | 1.33,691 46,824/46,867 | Natalie Geisenberger Tyskland | 1.33,858 46,903/46,955 | Anke Wischnewski Tyskland     | 1.34,024 46,981/47,043 |
| Igls        | Natalie Geisenberger Tyskland | 1.19,229 39,569/39,660 | Tatjana Hüfner Tyskland       | 1.19,282 39,638/39,644 | Anke Wischnewski Tyskland     | 1.19,289 39,663/39,626 |
| Altenberg   | Tatjana Hüfner Tyskland       | 1.47,555 53,815/53,740 | Natalie Geisenberger Tyskland | 1.47,744 53,904/53,840 | Anke Wischnewski Tyskland     | 1.47,994 54,066/53,928 |
| Lillehammer | Tatjana Hüfner Tyskland       | 1.37,579 48,856/48,723 | Natalie Geisenberger Tyskland | 1.37,595 48,848/48,747 | Erin Hamlin USA               | 1.37,616 48,791/48,825 |
| Königssee   | Tatjana Hüfner Tyskland       | 1.35,324 47,787/47,537 | Natalie Geisenberger Tyskland | 1.35,550 47,896/47,654 | Steffi Sieger Tyskland        | 1.35,867 47,992/47,875 |
| Winterberg  | Natalie Geisenberger Tyskland | 1.53,179 56,714/56,465 | Tatjana Hüfner Tyskland       | 1.53,189 56,792/56,397 | Erin Hamlin USA               | 1.53,329 56,777/56,552 |
| Oberhof     | Tatjana Hüfner Tyskland       | 1.25,936 42,920/43,016 | Anke Wischnewski Tyskland     | 1.26,203 43,158/43,045 | Natalie Geisenberger Tyskland | 1.26,322 43,071/43,251 |
| Cesana      | Natalie Geisenberger Tyskland | 1.33,811 46,817/46,994 | Tatjana Hüfner Tyskland       | 1.33,873 46,887/46,986 | Erin Hamlin USA               | 1.33,925 46,884/47,041 |

## Lagtävling

### Team relay
| Gren:      | Guld:                                                                 | Tid                               | Silver:                                                                   | Tid                               | Brons:                                                                       | Tid                               |
| Igls       | Kanada Samuel Edney Alex Gough Chris Moffat / Mike Moffat             | 2.10,864 41,253 / 44,769 / 44,842 | Österrike Reinhard Egger Nina Reithmayer Andreas Linger / Wolfgang Linger | 2.11,868 41,631 / 45,109 / 45,128 | Lettland Guntis Rēķis Maija Tīruma Andris Šics / Juris Šics                  | 2.12,094 41,725 / 45,466 / 44,903 |
| Altenberg  | Tyskland Felix Loch Tatjana Hüfner Tobias Wendl / Tobias Arlt         | 2.25,742 47,258 / 49,257 / 49,227 | USA Tony Benshoof Erin Hamlin Christian Niccum / Dan Joye                 | 2.26,680 47,402 / 49,426 / 49,852 | Kanada Samuel Edney Alex Gough Chris Moffat / Mike Moffat                    | 2.26,941 47,371 / 49,935 / 49,635 |
| Königssee  | Tyskland Felix Loch Tatjana Hüfner Tobias Wendl / Tobias Arlt         | 2.38,302 53,260 / 51,424 / 53,618 | Österrike Daniel Pfister Nina Reithmayer Andreas Linger / Wolfgang Linger | 2.38,951 53,713 / 51,683 / 53,555 | Kanada Samuel Edney Alex Gough Chris Moffat / Mike Moffat                    | 2.39,077 53,439 / 51,350 / 54,288 |
| Winterberg | Tyskland Johannes Ludwig Tatjana Hüfner Tobias Wendl / Tobias Arlt    | 2.25,827 49,253 / 47,598 / 48,976 | Österrike Wolfgang Kindl Nina Reithmayer Andreas Linger / Wolfgang Linger | 2.26,392 49,357 / 47,845 / 49,190 | USA Bengt Walden Erin Hamlin Mark Grimmette / Brian Martin                   | 2.26,663 49,280 / 47,776 / 49,607 |
| Oberhof    | Tyskland David Möller Tatjana Hüfner Patric Leitner / Alexander Resch | 2.29,779 50,245 / 48,891 / 50,643 | Österrike Daniel Pfister Nina Reithmayer Andreas Linger / Wolfgang Linger | 2.30,258 50,545 / 49,337 / 50,376 | Italien Armin Zöggeler Sandra Gasparini Christian Oberstolz / Patrick Gruber | 2.30,684 50,369 / 49,973 / 50,342 |

## Ställning
| Singel herrar | Dubbel |

| Position | Namn                     | Poäng |
| -------- | ------------------------ | ----- |
| 1.       | Armin Zöggeler (ITA)     | 705   |
| 2.       | Albert Demtjenko (RUS)   | 534   |
| 3.       | Felix Loch (GER)         | 484   |
| 4.       | David Möller (GER)       | 462   |
| 5.       | Reinhold Rainer (ITA)    | 372   |
| 6.       | Johannes Ludwig (GER)    | 366   |
| 7.       | Jan-Armin Eichhorn (GER) | 347   |
| 8.       | Andi Langenhan (GER)     | 340   |
| 9.       | Tony Benshoof (USA)      | 310   |
| 10.      | Viktor Kneib (RUS)       | 309   |

| Position | Namn                                              | Poäng |
| -------- | ------------------------------------------------- | ----- |
| 1.       | André Florschütz / Torsten Wustlich (GER)         | 592   |
| 2.       | Patric Leitner / Alexander Resch (GER)            | 570   |
| 3.       | Christian Oberstolz / Patrick Gruber (ITA)        | 547   |
| 4.       | Tobias Wendl / Tobias Arlt (GER)                  | 526   |
| 5.       | Andreas Linger / Wolfgang Linger (AUT)            | 519   |
| 6.       | Gerhard Plankensteiner / Oswald Haselrieder (ITA) | 336   |
| 7.       | Andris Šics / Juris Šics (LAT)                    | 329   |
| 8.       | Christian Niccum / Dan Joye (USA)                 | 317   |
| 9.       | Markus Schiegl / Tobias Schiegl (AUT)             | 312   |
| 10.      | Mark Grimmette / Brian Martin (USA)               | 295   |

| Singel damer | Lagtävling |

| Position | Namn                       | Poäng |
| -------- | -------------------------- | ----- |
| 1.       | Tatjana Hüfner (GER)       | 755   |
| 2.       | Natalie Geisenberger (GER) | 710   |
| 3.       | Anke Wischnewski (GER)     | 509   |
| 4.       | Erin Hamlin (USA)          | 447   |
| 5.       | Nina Reithmayer (AUT)      | 383   |
| 6.       | Corinna Martini (GER)      | 368   |
| 7.       | Alex Gough (CAN)           | 316   |
| 8.       | Veronika Halder (AUT)      | 304   |
| 9.       | Alexandra Rodionova (RUS)  | 298   |
| 10.      | Natalya Yakuchenko (UKR)   | 265   |

| Position | Namn      | Poäng |
| -------- | --------- | ----- |
| 1.       | Tyskland  | 400   |
| 2.       | Österrike | 395   |
| 3.       | Kanada    | 341   |
| 4.       | Lettland  | 310   |
| 5.       | USA       | 270   |
| 6.       | Ryssland  | 247   |
| 7.       | Slovakien | 223   |
| 8.       | Ukraina   | 137   |
| 9.       | Rumänien  | 123   |
| 10.      | Italien   | 120   |